# Cornelius Johnson (Maler)

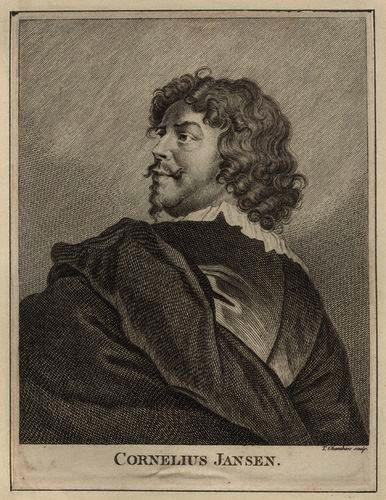
Thomas Chambers: Porträt des Cornelis Janssens van Ceulen (1593–1661)

Cornelius Johnson (auch Cornelis Janssens van Ceulen; geboren 1553 in London; getauft 14. Oktober 1593; gestorben am 5. August 1661 in Utrecht) war ein englischer Porträtmaler der Barockzeit.

## Leben
Johnson wurde als Sohn niederländischer Eltern geboren, die wegen religiöser Verfolgung nach England flohen. Als der Englische Bürgerkrieg 1643 ausbrach, reiste Johnson in die Niederlande; zunächst nach Middelburg. Später hielt er sich auch in Amsterdam (1646 bis 1652), Den Haag und in Utrecht auf, wo er 1661 verstarb. Johnson ist u. a. auch als Cornelis Jansen van Ceulen und ähnlichen variierenden Namen bekannt.

## Schaffen

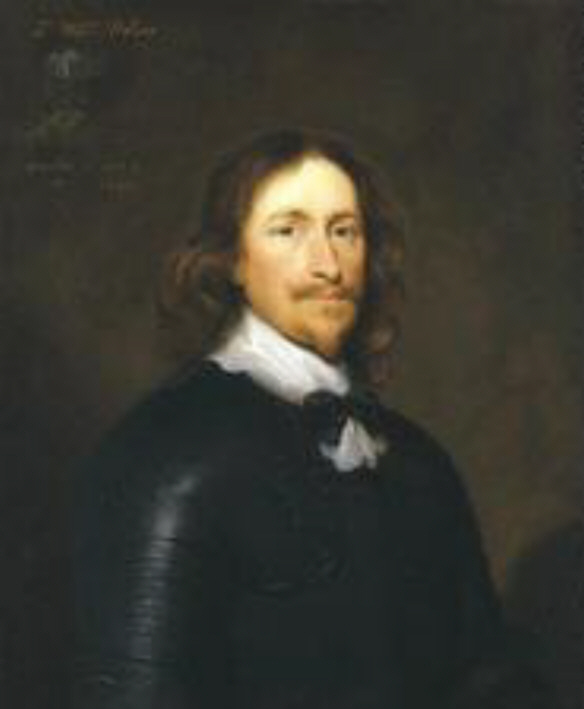
Cornelius Johnson: Porträt des Sir William Waller. 1643. London, National Portrait Gallery

Um 1618 etablierte Johnson sich als Porträtmaler in London. Künstlerisch beeinflusst wurde er von Anthonis van Dyck. Johnson bevorzugte Porträts, bei denen die abgebildete Person aus dem Bild heraus schaut und legte Wert auf die realistische und detaillierte Wiedergabe von Kleidung und Schmuck. Seine frühen Porträts malte er häufig in fiktive ovale Rahmen. Seine Kundschaft entstammte vorwiegend dem neuen englischen Adel. Er war einer der wenigen Künstler seiner Zeit, die ihre Werke durchgängig signierten und datierten.
Johnsons Werke finden sich heute beispielsweise in Museen wie dem Yale Center for British Art, dem Rotterdamer Museum Boijmans Van Beuningen oder der Londoner National Portrait Gallery.